# Susanne Freytag (zangeres)
Susanne Freytag (Düsseldorf, 3 september 1957) is een Duitse zangeres bekend van de band Propaganda.
Samen met Claudia Brücken voert Susanne Freytag sinds 2018 de muziek van Propaganda uit onder de naam "D:uel".
Sinds 2013 is zij psychotherapeut en heeft een internationale praktijk in het Verenigd Koninkrijk en Duitsland.
- International Standard Name Identifier: 0000 0003 7279 1326
- MusicBrainz: e76bdf3e-d181-47d7-ac61-3f60d467320b
- Virtual International Authority File: 6384165750898254220007